# باري غيب
باري جيب (بالإنجليزية Barry Gibb)(اسمه بالكامل باري ألان كرومتون جيب Barry Alan Crompton Gibb)
(ولد 1 سبتمبر 1946) موسيقي إنجليزي ومغني وكاتب أغاني ومنتج اشتهر في العالم كمؤسس فريق البي جيز. أيضا هو أكبر وآخر أخ بقي على قيد الحياة من الأخوة جيب. مع أخويه الأصغر سنا التوءم روبن غيب وموريس غيب، أسس فريق البي جيز واحد من أكبر فرق البوب الناجحة في تاريخ الموسيقى. أخوهم الأصغر أندي غيب كان أيضا مغني بوب. بدأ الثلاثة في أستراليا وحققوا النجاح الكبير عند العودة لإنجلترا.
ولد باري في جزيرة مان ونشأ في مانشستر في إنجلترا، حيث كون أول فريق "راتل سنيكس" لكن تطور ليصبح البي جيز عام 1958، حين انتقلوا إلى رادكليف في كونزلاند بأستراليا. اشتهر باري بصوت الفالسيتو المرتفع الطبقة. يشارك جيب الرقم القياسي مع جون لينون وبول مكارتيني لوصوله المركز الأول في قائمة "أفضل أغاني البيلبورد" ككاتب ست أاني. موسوعة جنيس تضع اسم باري جيب كثاني أنجح كاتب أغاني في التاريخ بع بول مكارتني. مشوار جيب الفني استغرق أكثر من خمسين عام. في عام 1994 تلقى تكريم " Songwriters Hall of Fame مع أخويه. وفي عام 1997، كرم في الصالة الفخرية للروك آند رول Rock and Roll Hall of Fame مع فريق البي جيز.
جيب هو آخر عضو باق على قيد الحياة من مجموعة الأخوة، التي شكلها مع شقيقين توأمين موريس وروبن في عام 1958.

## حياته

### 1946-54: الفترة الأولى
ولد جيب من أبوين هم باربرا وهيو جيب في 1 سبتمر 1946 في دار ولادة جين كروكول في دوغلاس، جزيرة مان. كان لديه أخت أكبر منه ليزلي إيفانز وثلاثة إخوة، التوءم الشقيق روبن غيب وموريس غيب والأخ الأصغر أندي غيب.
اسم «آلان» كان لتكريم شقيق هيو الثاني الأصغر الذي توفي في الطفولة. على حد قول هيو، في مزج الحقيقة بالخيال، الاسم الثالث الذي اعطاه لاكبر ابن في الأسرة على شرف السلف الشهير لعائلة جيب «إيزاك كرومتون». حين ولد باري كان هيو مشغولا بالموسيقى فكان يعمل في عدة فنادق في دوغلاس في حين مكثت أمه في المنزل ترعى الأطفال. لاحقا انتقال أسرة جيب لمنزل شابل هاوس في طريق سترانج رود. حين كان عمره نحو عامين، احترق بشكل سيء. فكانت أمه أعدت الشاى ووضعته على المائدة، فتسلق وجذب إناء الشاي لأسفل وسكب الشاي عليه. ذهب إلى مستفى نوبلز لنحو شهرين ونصف. هذه الفترة اختفت من ذاكرته تماما. فقط الجروح المادية تركت أثرها. في عام 1949 انتقلت الاسرة إلى 50 شارع سانت كاثرين درايف. لاحقا يفي 22 ديسمبر ولد روبن وموريس وفي نفس الوقت، على حد قول ليزلي، الاخت الكبرى، تذكر أن باري الذي كان عمره ثلاث سنوات لم ينبهر بوصول الطفلين. حين كان التؤم صغار انتقلوا لسميدلي كوتدج، سبرنج فالي، أيضا في دوغلاس.
ذهب للمدرسة في 4 سبتمبر 1951 بعد ثلاثة أيام من بلوغه الخامسة، فحضر في مدرسة برادان. وفي عام 1952ن ذهب إلى مدرسة تينوالد ستريت للاطفال. في سن السابعة عام 1953، ذهب لمدرسة ديزميسن رود للأولاد حيث مكث إلى حين غادرت أستره جزيرة مان في أوائل 1955. في عام 1952 انتقلت اسرة جيب إلى 43 طريق سنافيل ويلاستون الذي صار منزلهم للعامين التاليين.

### 1955–66: من فريق الراتل سنيكس إلى البي جيز
انتقل هو وأسرته إلى شورلتون في مانشستر عام 1955، وكونوا فريق باسم «راتل سنيكس» حيث عزف باري على الجيتار وبول فروست على الدرامز وكيني على الباص وروبن وموريس شاركا بالغناء. كان باري في طفولته مهتم بأحد أشكال الجاز يدعى «سكيفل»، وحين كون أول فريق «الراتل سنيكس» في مانشستر في إنجلترا، كان يعزف على الجيتار وروبن وموريس في الغناء، بول فروست على الدرامز وكيني هوركس على الباص. كان فروست وهوركس جيران اسرة جيب. أول عرض حقيقي للفريق كان في 28 ديسمبر 1957. على حد قول هوركس، أول أغنية كتبها روبن كانت "Hopscotch Polka “ كما قال هوركس: “كان باري يبتكر الكلمات بصوت مرتفع، أثناء عزفه على الجيتار في الحديقة الأمامية لمنزل اسرة جيب، ولعدة أيام حتى انتهى من كتابة الأغنية". أيضا يقول هوركس ان الأغنية كانت جيدة. في نفس الوقت كسر بول فروست عضو الراتل سنيكس جيتار باري دون قصد. كان المنزل مظلم لأن هيو جيب لم يتمكن من دفع فاتورة الكهرباء، وجلس فروست بالخطأ على الجيتار، فتركه مهشم من المنتصف. في مايو 1958، انتقلت أسرة جيب إلى شمالي جروف حين رحل هوركس وفروست، لكن واصل الاثنين التصال مع جيرانهم السابقين. وتغير اسم «راتل سنيكس» إلى جوني هيز والبلو كاتس.
حين كان عمره 12 سنة، انتقلت أسرته إلى بريزبن، أستراليا في أغسطس 1958 حيث استقروا في واحدة من أفقر ضواحي المدينة هي «جزيرة كريب». لاحقا أزيلت الضاحية لبناء «مطار بريزبن» على أرضها. كان في أستراليا أن بدأ باري مع أخويه روبن وموريس باسم فريق البي جيز. في عام 1964 كتب اغنيات "House Without Windows" و "And I'll Be Happy" لتريفور جوردون. عام 1965 كتب اغنيات "Little Miss Rhythm and Blues" و "Here I Am" أيضا لتريفور. أيضا في نفس العام كتب "Watching The Hours Go " للمغني الأسترالي نولين باتلي لكن صدرت كالوجه الثاني في الاسطوانة.

### 1967–69

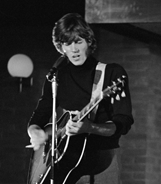
جيب يعزف في التلفزيون الهولندي برنامج "توين" عام 1968

في عام 1967، عادت أسرة جيب لإنجلترا. وبعد وقت قصير، أصبح البي جيز نجوم دوليين. في نفس العام كتب باري أغنية to love somebody مع روبن لمطرب السول الأمريكي أوتيس ريدنج، لكن ريدنج لقى حتفه في حادث طائرة لاحقا هذا العام قبل أن يجد فرصة لتسجيل الأغنية، ويغني باري الصوت الرئيسي في تلك الأغنية. في عام 1968 ظهر البي جيز أول مرة في برنامج the smothers brothers show في قناة سي بي اس.
عام 1986 سجلوا أغنية first of may وغنى الدور الرئيسي باري. الوجه الثاني للاغنية كان lamplight التي غناها روبن جيب. مدير البي جيز روبرت ستيجود اختار first of May في الوجه الأول. ولم تطلق اغنيات أخرى من البوم odessa. أيضا ذلك العام ترك روبن الفريق.
في عام 1969 بعد رحيل ربون سجلوا أغاني لالبوهم السابع cucumber castle حيث غنى باري كل الأغاني ما عدا أغنية my thing (التي غناها موريس). في يونيو 1969 تعاون باري في كتابة the love of a woman والوجه الثاني لها don't let it happen again وهي أول أغنية سنجل للمطربة «سمانتا سانج». أيضا في نفس الشهر سجل بي بي ارنولد أغنية البي جيز bury me down by the river التي انتجها باري. في أكتوبر 1969 انتج أيضا اغنيات لسمانتا سانج please don't take my man away واغنية أخرى للبي جيز the day your eyes meet mine لكن لم تطلق أي أغنية منهم.
بعد حل فريق البي جيز في اواخر 1969 بدأ موريس يسجل ألبومه في نفس العام وبدأ باري يسجل أول ألبوم صولو له في العام التالي.

### 1970–79

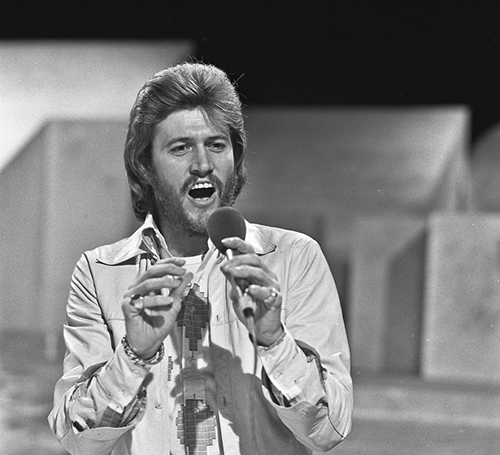
جيب يعزف في التليفزون الهولندي برنامج "توب بوب" عام 1973

بعد رحيل روبن مؤقتا عن فريق البي جيز عام 1969، سجل باري ألبومه الصولو الأول the kid's no good عام 1970. لكن الجزء الوحيد الذي صدر من الألبوم كان الأغنية السنجل I'll kiss your memory. وأغنية one bad thing والوجه الثاني لها the day your eyes meet mine (كتبت الاغنيتين اصلا وسجلا لجلسات البوم cucumber castle عام 1969) التي اعتبرها السنجل الثاني خارج الألبوم كان مقترح أن تصدر كاغنية سنجل في أكتوبر 1970. في عام 1973 الالبوم ال11 للبي جيز life in a tin can صدر وغنى باري كمغني رئيسي في الأغنية السنجل saw a new morning.
في بداية 1976 سجل باري اغنيات لالبوم البي جيز children of the world أيضا في ذلك العام كتب باري I just want to be your everything لآندي غيب التي وصلت رقم 1 في سباق الأغاني الأمريكي وغنى في الخلفية. أيضا عام 1977 غنى باري الدور الرئيسي في اغنيات how deep is your love وstayin' alive وnight fever ووصلت كل هذه الاغنيات للمركز الأول في امريا. عام 1977 تعاون باري في كتابة أغنية emotion التي تظل أشهر أغاني «سمانتا سانج». وفي نفس الوقت كتب باري وجالوتين أغنية saveme, save me كما سجلها الفريق من مدينة نيويورك. من مايو حتى سبتمبر 1977 بدأ باري مع روبن وموريس في تسجيل الأغاني لفيلم sgt. pepper's lonely hearts club band من إنتاج «جورج مارتن».
في عام 1978 سجل أندي جيب ألبومه الثاني shadow dancing بالاشتراك مع باري، ونسبت الأغنية التي تحمل نفس الاسم للأربع اشقاء كما وصلت للمرتبة الأولى في سباق الأغاني الأمريكي. في عام 1978 كتب باري grease للمسرحية الغنائية التي تحمل نفس الاسم، التي اداها فرانكي فالي بعد تصوير فيلم sgt. pepper's lonely hearts club band مع بيتر فرامتون على الجيتار، سجلت الأغنية في فبراير. أيضا فبراير 1978 شارك باري مع تيري ديساريو في تسجيل ain't nothing gonna keep me from you التي كتبها عام 1977. في عام 1979 وصل البوم البي جيز الصادر عام 1979 بعنوان spirits having flown إلى المرتبة الأولى في أمريكا ودول أخرى معظم الأغاني اداها باري. عام 1978 غنى في الخلفية ووزع وانتج البوم اندي جيب سنة 1978 الذي يحمل عنوان shadow dancing. بعد البوم 1979 spirits having flown tour بدأ باري يسجل بروفات مع باربرا سترايسند في أكتوبر 1979. أيضا في نفس العام غنى في الخلفية وعزف الجيتار وتعديل الصوت وساهم في إنتاج البوم اندي جيب بعنوان after dark سنة 1980.

### 1980–89
في عام 1980، أنتج ألبوم باربرا سترايسند بعنوان guilty. وضم أغنية تحمل نفس عنوان الألبوم وأغنية what kind of fool، الاثنان ديوتو بين سترايسند وباري وأطلقا كسنجل. أيضا عام 1980، في نفس الوقت سجل باري أغنية kansas city لولبرت هاريسون وlady madonna للبيتلز. ونحو عام 1980 عزف الجيتار في اغنيات أندي جيب، واطلقت الأغاني في البوم اندي بعنوان «ألبوم يضم أفضل الأغاني». في أكتوبر 1980 عاد البي جيز لاستديوهات ميدل اير وبدءوا في تسجيل أغاني لالبوم living eyes لكن وقت الجلسات ولم تكتمل حتى فبراير 1981. الجلسات لالبوم living eyes استمرت حتى مارس. في 1982 انتج البوم ديون واريك heartbreaker وفي أغسطس ذلك العام الأغنية الأولى المقررة لكيني روجرز eyes that see in the dark سجلت بعد أن التقى باري بروجرز. طلب منه كيني روجرز بعض الاغنيات وواصل باري تسجيل بروفات لكيني حتى أبريل 1983 بينما كان البي جيز يسجلون أغاني فيلم staying alive. في مايو 1983 انتج البوم كيني روجرز eyes that see in the dark. في أغسطس 1983 وقع ارفنج ازوف مع باري عقد شركة MCA records لامريكا الشمالية لعدة ملايين الدولارات وهو اتفاق على عدة البومات لكن الالبوم الوحيد الذي صدر كان now voyager عام 1984. أول سنجل يصدر من الالبوم كان shine, shine وصل ترتيب 34 في أمريكا ورقم 10 في قوائم الأغاني المعاصرة الأمريكية للكبار؛ ثاني سنجل fine line فشل في القوائم في أمريكا أو إنجلترا. في عام 1985 انتج البوم ديانا روس eaten alive. وفي عام 1986 سجل ثالث البوم صولو moonlight madness لكن شركة مي سي أي رفضته. لفيلم 1988 hawks كل الأغاني عدا واحدة (chain reaction لديانا روس) اداها باري. العديد من أغاني فيلم hawks كانت في الاصل جزء من مشروع moonlight madness. في عام 1987 أطلق البي جيز البوم جديد بعنوان E.S.P. تضمن أغنية you win again التي حققت رقم واحد في أفضل سنجل في السباق الإنجليزي. الالبوم نفسه اعاد الفريق لأفضل خمس مراكز في السباق الإنجليزي لأول مرة منذ 1979. ثاني البوم للبي جيز بعنوان one أطلق عام 1989. كان اقل نجاحا في إنجلترا لكن الأغنية التي تحمل عنوان الالبوم صارت أول أغنية في سباق أفضل عشر أغاني في أمريكا منذ عشر سنوات.

### 1990–99
نحو 1990، سجل البي جيز high civilization. في سبتمبر 1990، عزف باري الجيتار وتعاون في الإنتاج مع سكوت جلاسيل، اطلقت أغنية born to be love by you لكيلي وولف في الوجه الثاني الذي لم يطلق في أغسطس 1993. تعاون باري في كتابة الأغنية eyes وعزف الجيتار والإنتاج لكيلي وولف في يناير 1992. نحو 1992 عزف باري الجيتار في أغنية لولو let me wake up in your arms التي اطلقت عام 1993. وفي عام 1993 سجل البي جيز واطلقوا البوم size isn't everything. في عام 1994 خطط البي جيز واستديو بوليدور جولة للدعاية لالبوم size isn't everything لكن الغيت في فبراير بسبب معاناة باري من الام المفاصل في الظهر واليد اليمنى والركبة اليمنى. تعاون باري في كتابة أغنية I will be there التي سجلت كبروفة لتينا تيرنر واطلقت في البوم تيرنر twenty four seven.

### 2000–09
عام 2001 تعاون باري في كتابة أغنية I cannot give you my love مع اشلي جيب التي كان مقرر ان يغنيها كليف ريتشارد. في سبتمبر 2001، سجل البي جيز islands in the stream التي أصبحت آخر جلسة لهم كفريق بما أن باري لم يتواجد في الجلسة في استديوهات ماري إير في ميامي بيتش فلوريدا. في 2002، سجل باري ومايكل جاكسون أغنية in all in your name. أيضا في 2002 غنى باري في الخلفية في نسخة مايكل بوبلي لاغنية how can you mend a broken heart. في نوفمبر 2003 بعد وفاة موريس بعشرة أشهر، ساهم باري في غناء الخلفية وعزف الجيتار وانتج اغنيتين اداهما كليف ريتشارد هما I cannot give you my love وhow many sleeps، عمل موريس جيب في الكيبورد من نسخة البروفة 2001 نسخت في نسخة ريتشارد 2003. في 2 مايو 2004 حصل باري وروبن جيب على رتبة الإمبراطورية البريطانية في قصر بكنغهام مع ابن أخيهم آدام الذي تسلم الجائزة على شرف والده موريس بعد وفاته. في 2004 سجل باري underworld وdoctor Mann وصدرت الاغنيتان في itunes أيضا نحو 2004 تعاون باري في كتابة وغناء الخلفية في أغنية ستيف جيب الصولو سنجل living in the rain. في أكتوبر 20004 بدأ باري تسجيل بروفات أغاني باربرا سترايسند وسجل الأغاني حتى فبراير 2005. في يناير 2005 باري سجل مع أخيه روبن أجزاء صوتية مع الكثير من الفنانين لاغنية خيرية سنجل grief never grows old نيابة عن ضحايا تسونامي في المحيط الهندي في 26 ديسمبر 2004. في أبريل 2005 بدأت سترايسند تسجل الأغاني لالبومها الجديد حتى مايو وانتجها باري. في أغسطس 2006 صدرت اغنيتين سنجل لباري doctor mann وunderworld في itunes. ظهرت underworld في أغاني فيلم arctic tale لكن هذه الأغنية لم تظهر في الفيلم نفسه. في 7 ديسمبر 2006 اشترى باري مع 4500 موسيقي آخر اعلان من صفحة كاملة في صحيفة فاينانشال تايمز ليطالب الحكومة البريطانية لمد ال50 سنة لحماية التسجيلات الصوتية في المملكة المتحدة. اعلان fair play for musicians اقترح مد حق الطبع ل95 سنة مثل المعيار الأمريكي واعتبر رد فعل مباشر لgowers review (الذي نشرته الحكومة البريطانية في 6 ديسمبر 2006) الذي اوصى بابقاء 50 سنة حماية للتسجيلات الصوتية.
عام 2007 drown on the river اطلقت كسنجل في itunes. لاحقا ظهرت الأغنية في أغاني فيلم deal. أيضا في نفس العام غنى باري في خلفية أغنية جيمي جو U turn me on.
في السنوات الأخيرة شارك باري في عدة انشطة حيث ظهر في الموسم السادس من برنامج أمريكان آيدول وكتب أغنية Drown on the River" في فيلم deal وكتب موسيقى آي تي في grease is the word. في 14 مارس 2009 شارك باري أوليفيا نيوتون جون في تقديم عرض نهائي مدته ساعة في حفل النجوم المباشر مدته 12 ساعة في سيدني باستاد الكريكيت في حفل "ساوند رليف" وهو حفل لجمع التبرعات لمساعد ضحايا حرائق أحراش فكتوريا (2009) في فبارير الذي دمر مساحات واسعة من الاشجار في جنوبي شرق أستراليا في مناطق مأهولة بالسكان حيث عاشت اسرة جيب في الماضي. اذيع الحفل على التليفزيون مباشرة في أستراليا على شبكة ماكس تي في.
في 10 يوليو 2009 تسلم باري وسام Freeman of the Borough of Douglas (جزيرة مان) ومنحت لاخيه روبن ولموريس بعد وفاته. أيضا 2009 حصل باري ولندا جيب على الجنسية الأمريكية واحتفظا بالجنسية الإنجليزية.
في اواخر 2009 أعلن باري وروبن خططهما للتسجيل والاداء معا مرة أخرى باسم البي جيز.

### 2010–الوقت الحالي
عام 2010 كاد أن يظهر باري في البوم جوريلاز plastic beach الذي صدر في مارس. في ديسمبر 2011، أغنيته grey ghost وdaddy's little girl اطلقا.
في 21 فبراير 2012 ادى باري أول حفل صولو له في أمريكا في مقهى هارد روك في فلوريدا حيث ادى أغنية how can you mend a broken heart مع ابنة موريس سمانتا جيب التي تعمل مطربة في فريق خاص بها. ابن باري ستيف كان أيضا على المسرح كعازف جيتار رئيسي وغنى أغنية لموريس بعنوان on time.
في 20 مايو 2012 توفى روبن جيب، مما جعل باري الأخ الوحيد على قيد الحياة. سجل ريكي سكاجز أغنية soldier's son قبل يونيو 2012 التي أضاف له باري صوته في يوليو ذلك العام، سجل الأغنية لالبوم سكاجز music to my ears ليصدر في سبتمبر 2012. ظهر باري أول مرة في برنامج
grand ole opry الذي يذاع اسبوعيا ويقدم موسيقى الكانتري في 27 يوليو 2012 حيث ادى ثلاث اغنيات.
بدأ باري جولة حول العالم في 2013 بداية من أستراليا تعرف باسم mythology tour، حيث قدمت أغاني البي جيز وصدر لها ألبوم بنفس الاسم. انضم له على المسرح ابنه ستيف جيب وابنة موريس غيب سمانتا. في تلك الجولة ادى باري أول مرة playdown وevery christian lion hearted man will show you وI started a joke وwith the sun in my eyes. أيضا للمرة الأولى ظهر الفيديو لاغنية technicolor dreams الصادرة 2001 التي كتبها باري واذيع الفيديو قبل بداية الحفل.
مع جولته القصيرة الهم صدور مجموعة the festival albums collection, 1965-1967 الذي اصدرته شركة «فستيفال ريكوردز» وهو مكون من ثلاثة البومات وايضا ألبوم morning of my life.

## الحياة الشخصية
كان زواج باري جيب الأول لمورين بيتس التي تزوجها في 22 أغسطس 1966، حين كان عمره 19 عام. عاش الزوجان معا لفترة قصيرة، وطلقا عام 1970.
أثناء تسجيل برنامج top of the pops قابل باري ملكة جمال إدنبره السابقة لندا جراي، واوضحت لندا: «كنا باري وأنا نحب بعضنا كثيرا» وفي 1 سبتمبر 1970 (في عيد ميلاده ال24) تزوج باري من لندا وأنجبا خمسة أطفال، ستيفن، أشلي، ترافيس، مايكل، وألكسندرا.
بعد كل الضغوط في حياتهما الشخصية والمهنية، تعرض باري وروبن من انهيار عصبي نتيجة الإرهاق في رحلة طيران من أستراليا لتركيا عام 1967. في 23 ديسمبر 1967 غادر باري وروبن إنجلترا متوجهين لأستراليا حيث اوضح باري: "لكن بسبب فرق التوقيت وصلنا يوم الكريسماس، وضاع علينا عشية الكريسماس كليا!” احتفل الأخوان بالكريسماس مع أسرة مديرهما روبرت ستيجود وقال باري: "ذهبنا لسيدني".
في 2 مايو 2004 حصل باري وربن على رتبة الإمبراطورية البريطانية في قصر بكنغهام مع ابن موريس آدام، الذي تسلم الجائزة بعد وفاة موريس على شرفه.
في يناير 2006، اشترى باري المنزل السابق لمغنين الكانتري جوني كاش وجون كارتر كاش في هندرسونفيل في تينيسي، كان ينوي ترميمه وتحويله لمنتجع يؤلف فيه الأغاني. احترق المنزل في 10 أبريل 2007 أثناء ترميمه. في 10 يوليو 2009 حصل باري على لقب Freeman of the Borough of Douglas (جزيرة مان). أيضا منح نفس اللقب لأخيه روبن ولأخيه موريس بعد وفاته. أيضا في 2009 حصل باري ولندا جيب على الجنسية الأمريكية. ولديهما جنسيتين.

## التأثيرات والتراث
تأثيرات باري حين كان في فريق “راتلسنيكس” كان إيفرلي برازرز، بول أنكا وكليف ريتشارد. أقر فريق البي جيز أنهم سيغنون بأسلوب إيفرلي برازرز ثم أضافوا هارموني ثالث وكانت النتيجة new york mining disater 1941 عام 1967 حين سمع باري أغنية crying لروي أزبورن قال: هذا هو ما أريد، بالنسبة لي هذا صوت إلهي”.
كان مشوار باري ناجح كعضو في فريق البي جيز الذي وصل لقرب اعلى مركز في أكثر الفرق التي حققت مبيعات في كل عصر. حين كرم الفريق في الصالة الفخرية للروك آند رول عام 1997، كتب على الاقتباس التالي: “فقط إلفيس بريسلي والبيتلز ومايكل جاكسون وغارث بروكس وبول مكارتني حققوا مبيعات أعلى من البي جيز”. أسهام الفريق لفيلم “حمى ليلة السبت” دفع أغاني الفيلم لتتعدى 40 مليون في المبيعات. وكان اعلى البوم في المبيعات منذ ألبوم Thriller. لمايكل جاكسون. هم الفريق الوحيد في تاريخ البوب الذي يكتب وينتج ويسجل ست أغاني في المركز الأول. وحصلوا على 16 ترشيحات لجائزة غرامي وفازوا بتسع جوائز غرامي.
باري جيب أيضا غزير الإنتاج وكاتب أغاني ناجح. عام 1977 شهد باري خمسة من أغانيه تدخل في نفس الوقت في أفضل عشر أغاني من سباق “أفضل 100 أغنية في بيلبورد”، ولأسبوع واحد في مارس، كتب باري أربع من خمس أفضل اغنيات. اغانيه كانت في المركز الأول ل27 من 37 اسبوع من 24 ديسمبر 1977 حتى 2 سبتمبر 1978. باري أيضا له سجل غير معتاد، هو كاتب الأغاني الوحيد في التاريخ الذي حققق أربع أفضل أغاني متتالية في السباق الأمريكي: عام 1978: أغنية البي جيز stayin’ alive حل محلها في رقم واحد أغنية سنجل لأندي جيب بعنوان love is thicker than water وتلا ذلك أغنية البي جيز night fever لاطول مدة وهي سبع أسابيع. ثم حل محلها أغنية إيفون إلمان if I can’t have you.
كمؤلف أغاني باري وصل للمرتبة الأولى في الأغاني في الستينات والسبعينات والثمانينات والتسعينات و2000 حين وصلت أغنية islands in the stream في المركز الأول في السباق البريطاني للأغاني كسنجل لسنة 2009. اغانيه سجلها عدة فنانين بما فيهم خوزيه فلتشيانو، أل جرين، وايكلف جين، جانيس جوبلين، جيمي ليتل، باري مانيلو، أوليفيا نيوتون جون، روي أربيسون، إلفيس بريسلي، كيني روجرز، ديانا روس، نينا سيمون، باربرا سترايسند، تينا ترنر، كونواي تويتي، فرانكي فالي، لوثر فاندروس، سارة فون، جنيفر وارنز، دايون ووريك، وآندي ويليامز. كما أنتج باري البومات لاخيه أندي غيب، كيني روجرز، ديانا روس، باربرا سترايسند ودايون ووريك.

## التسجيلات

### ألبومات الاستديو
- 1970: The Kid's No Good (لم يطلق)
- 1984: Now Voyager
- 1986: Moonlight Madness (Barry Gibb album)|Moonlight Madness (لم يطلق)

### الديمو
- 2006: The Eaten Alive Demos (iTunes)
- 2006: The Guilty Demos (iTunes)
- 2006: The Eyes That See in the Dark Demos (iTunes)
- 2006: The Heartbreaker Demos (iTunes)

### أغاني في الأفلام
- 1988: Hawks (ألبوم لأغاني الفيلم)

### أغاني السنجل
- 1969: "I'll Kiss Your Memory"
- 1970: "One Bad Thing"
- 1978: "A Day in the Life"
- 1981: "Guilty" (ديتو مع باربرا سترايسند)
- 1981: "What Kind of Fool" (دويتو مع باربرا سترايسند)
- 1984: "Face to Face" (دويتو مع أوليفيا نيوتون جون)
- 1984: "Shine, Shine"
- 1984: "Fine Line"
- 1988: "Childhood Days"
- 2006: "Dr. Mann"
- 2006: "Underworld"
- 2007: "Drown on the River"[9]
- 2011: "All in Your Name" (غناء مايكل جاكسون)[10]
- 2011: "Daddy's Little Girl" (باري ألف الأغنية على شرف ابنته ألي جيب)
- 2011: "Grey Ghost" (مهداة لشعب اليابان)

## روابط خارجية
- Official Barry Gibb website
- Official Bee Gees website
- باري غيب على موقع IMDb (الإنجليزية)
- باري غيب على موقع ميتاكريتيك (الإنجليزية)
- باري غيب على موقع الموسوعة البريطانية (الإنجليزية)
- باري غيب على موقع روتن توميتوز (الإنجليزية)
- باري غيب على موقع ألو سيني (الفرنسية)
- باري غيب على موقع ميوزك برينز (الإنجليزية)
- باري غيب على موقع أول موفي (الإنجليزية)
- باري غيب على موقع قاعدة بيانات برودواي على الإنترنت (الإنجليزية)
- باري غيب على موقع قاعدة بيانات برودواي على الإنترنت (الإنجليزية)
- باري غيب على موقع قاعدة بيانات الأفلام السويدية (السويدية)